# Bresnica (Vranje)
Bresnica es un pueblo ubicado en el territorio de Vranje, en el distrito de Pčinja, Serbia.

## Superficie
Posee una superficie de 2,342 kilómetros cuadrados.

## Demografía
Hasta 2011 la población era de 381 habitantes, con una densidad de población de 162,7 habitantes por kilómetro cuadrado.